# 8065 Nakhodkin
8065 Nakhodkin este un asteroid din centura principală de asteroizi.

## Descriere
8065 Nakhodkin este un asteroid din centura principală de asteroizi. A fost descoperit pe 31 martie 1979 la Observatorul de Astrofizică din Crimeea de Nikolai Cernîh. Asteroidul prezintă o orbită caracterizată de o semiaxă mare de 2,24 ua, o excentricitate de 0,12 și o înclinație de 3,0° în raport cu ecliptica.